# 葡萄牙內政部
葡萄牙內政部（葡萄牙語：Ministério da Administração Interna）是葡萄牙政府的一個部門，負責社會治安、民事防護、移民入境、難民收容、道路安全、選舉管理等事宜。
該部門於1736年由若翰五世設立，是葡萄牙歷史最悠久的現存部門。

## 外部連結
- Site do Ministério da Administração Interna （页面存档备份，存于）